# جسر كوكوشكين
جسر كوكوشكين، (بالروسية: Кокушкин мост) هو جسر يمر عبر قناة غريبايدوف "Griboedov"، في سانت بطرسبرغ، بروسيا.

## اسم الجسر
أُطلق اسم الجسر على اسم التاجر فاسيلي كوكوشكين (Vasily Kokushkin)، الذي كان يقع منزله في زاوية زقاق كوكوشكين وشارع الحديقة. في البداية، من عام 1786 حتى 1796، كان اسم الجسر يُكتب جسر كوكوشكينوف. ومع ذلك، من عام 1801 حتى 1853، كان يُكتب الاسم بشكل خاطئ جسر كوكوشكين (الذي يعني "جسر الطائر الدوري" باللغة الروسية). وحتى عام 1872، كان يُسمح بكتابة الاسم إما كوكوشكين أو كاكوشكين في السجلات الرسمية.

## تاريخ

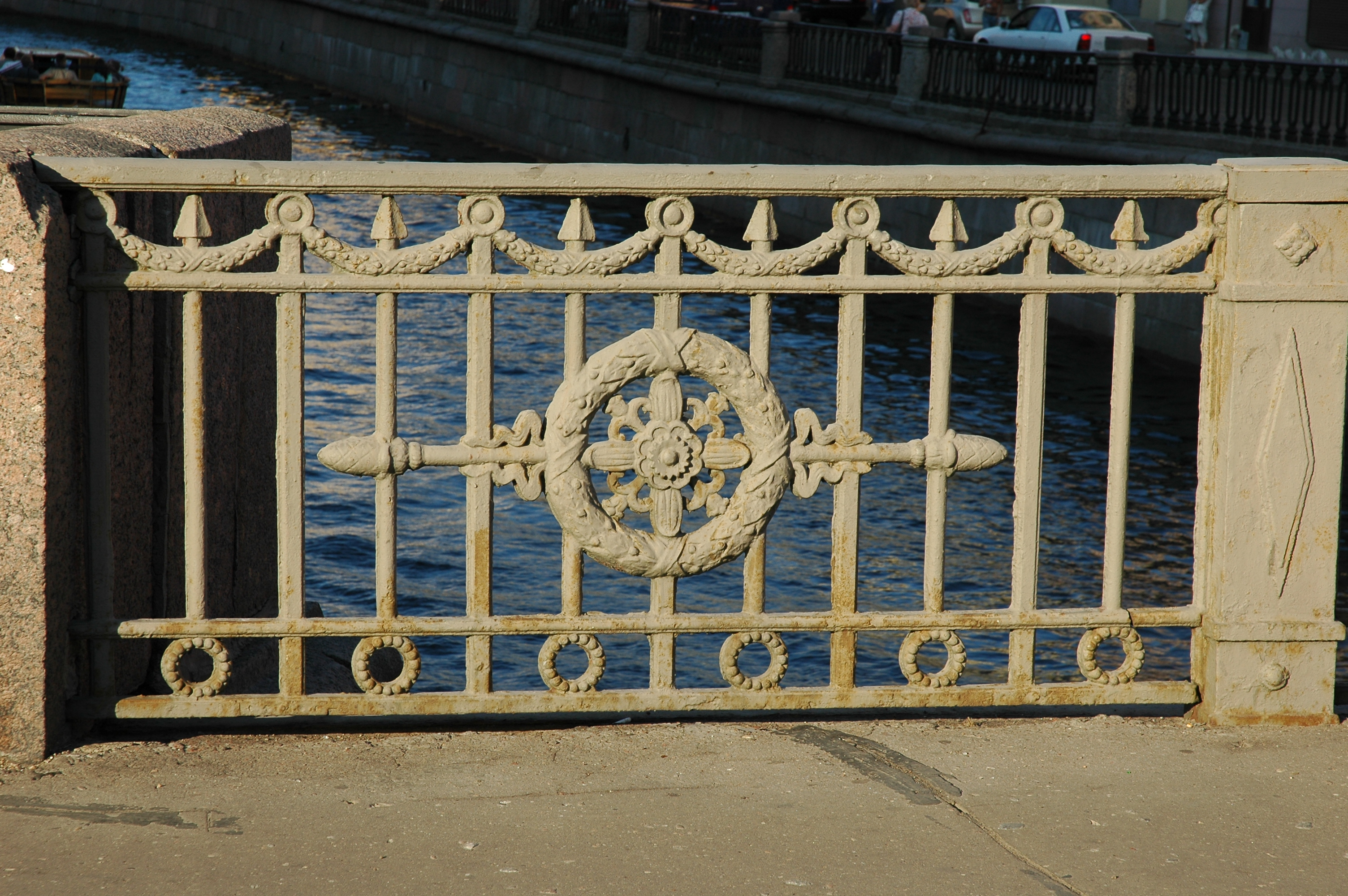
صورة من الجسر

تم بناء أول جسر خشبي في هذا الموقع في عام 1790. في عام 1872، تم إجراء أعمال ترميم كبيرة، حيث تم استبدال قوس الجسر بنسخة طبق الأصل من التصميم الأصلي، مما حافظ على مظهر الجسر القديم. في عام 1946، تم استبدال الجسر بالكامل بهيكل جديد من تصميم المهندس "B.B.Levin" والمعماري "L.A.Noskov". خلال هذا التحديث، تم إزالة الدعامات القديمة تمامًا واستبدالها بدعامات جديدة. كما تم استبدال القوس الخشبي بقوس معدني مكون من ثمانية عوارض ملحومة. بالإضافة إلى ذلك، تم تركيب سياج حديدي جديد، وكانت دعامات السياج مُصممة لتشبه تلك الموجودة على ضفاف القناة.

## الجسر في الأدب
يظهر جسر كوكوشكين في الأدب الروسي بشكل متكرر، حيث استخدمه العديد من الكتاب الروس البارزين كرمز مكاني يعكس ارتباطهم بالأماكن الحقيقية في حياتهم الأدبية، ومن الأمثلة على ذلك:
- إشارة دوستويفسكي: تبدأ رواية "الجريمة والعقاب" لفيودور دوستويفسكي بذكر الجسر.[5]
- إشارة ميخايل ليرمنتوف: في روايته غير المكتملة "شتوس"، يبحث البطل، الفنان لوغين، عن منزل شتوس بالقرب من جسر كوكوشكين. من الممكن أن يكون ليرمنتوف قد أخذ منزل زفيريكوف الواقعي كمثال لمنزل شتوس. كان منزل زفيريكوف منزلًا شهيرًا بالقرب من جسر كوكوشكين.
- إشارة غوغول: في عام 1829، استأجر الكاتب الشاب والمغمور آنذاك نيكولاي غوغول غرفة في ذلك المنزل، حيث كتب "أمسيات في مزرعة بالقرب من ديكانكا"، كما هو موثق على لوحة تذكارية على المبنى. كان غوغول يحب أن يضع شخصياته في أماكن حقيقية زارها. في "يوميات مجنون"، يرسل غوغول شخصية بوبريشين إلى جسر كوكوشكين.[5]